# Fritz Dörffler
Fritz Dörffler (* 28. Februar 1888 in Marburg; † 17. Oktober 1945 im Speziallager Nr. 1 Mühlberg) war ein deutscher Jurist.

## Leben
Sein Vater war Rechtsanwalt und Notar. Fritz Dörffler war reformierter Konfession. Nach dem Abitur 1907 am Gymnasium Philippinum Weilburg studierte er in München und Marburg Rechtswissenschaften. 1907 wurde er Mitglied der Burschenschaft Arminia Marburg. 1913 wurde er in Marburg promoviert. Er legte die Referendarprüfung 1910 („gut“) und 1915 die Assessorprüfung („ausreichend“) ab. Dann nahm er am Ersten Weltkrieg teil und war zuletzt Oberleutnant der Reserve. Im April 1919 wurde er Gerichtsassessor. Als Hilfsarbeiter war er bei den Staatsanwaltschaften Elbing, Konitz, Marienwerder und Kiel tätig. 1921 wurde er zum Staatsanwaltschaftsrat in Kiel und 1926 zum I. Staatsanwalt am Oberlandesgericht Kiel ernannt. Im Dezember 1929 wurde er als Hilfsarbeiter in das Preußische Justizministerium einberufen. 1930 wurde er zum Oberjustizrat befördert, im März 1932 zum Ministerialrat. 1935 wechselte er als Ministerialrat in das Reichsjustizministerium. Dort war er Personalsachbearbeiter und für Strafprozessreform zuständig. Am 23./24. April 1941 nahm Dr. Dörffler an der „Tagung der höchsten Juristen des Reiches“ in Berlin teil, bei der die Vernichtung „lebensunwerten Lebens“ mittels Gas erörtert wurde. Am 1. November 1942 wurde er Reichsgerichtsrat und ein Jahr später zur Reichsanwaltschaft versetzt.  Er wurde im August 1945 in Leipzig verhaftet und starb im Oktober 1945 in sowjetischer Haft.

## Ehrungen
- Medaille zur Erinnerung an den 1. Oktober 1938
- Spange zur Medaille zur Erinnerung an den 1. Oktober 1938
- Kriegsverdienstkreuz II. Klasse
- Kriegsverdienstkreuz II. Klasse mit Schwertern

## Schriften
- Das dingliche Wohnungsrecht nach dem Bürgerlichen Gesetzbuch und dem preuß. Ausführungsgesetz zum Bürgerlichen Gesetzbuch, Diss. Marburg 1913, Borna-Leipzig 1913.
- (zusammen mit Leopold Schaefer, Rudolf Lehmann) Die Novellen zum Strafrecht und Strafverfahren von 1935, Berlin 1936.
- Der Volksrichter in der neuen deutschen Strafrechtspflege, Berlin 1937.
- Einlegung und Behandlung von Rechtsmitteln, DJ 1933, S. 538.
- Das Sicherungsverfahren, DJ 1933, S. 749.
- Die Rechtsmittel im künftigen Strafverfahren, DStrR 1935, S. 275.